# Mau Penisula
Maukope Penisula, detto Mau (Isole Marshall, 15 maggio 1979), è un calciatore e giocatore di calcio a 5 tuvaluano.

## Biografia
Penisula è nato nelle Isole Marshall da genitori originari di Tuvalu. Vive nelle Figi ed è sposato.

## Carriera

### Club
Dal 1999 al 2011 ha militato nel campionato di Tuvalu con il Tofaga, mentre dal 2012 gioca nelle Figi con gli All Whites FC.

### Nazionale
Ha debuttato con la nazionale di Tuvalu nei Giochi del Pacifico del 2003 nella gara contro Kiribati disputata il 30 giugno, e giocando tutte e quattro le gare della sua selezione alla manifestazione.
Ha poi partecipato anche ai Giochi del Pacifico del 2007 e in quelli del 2011, dove ha indossato la fascia di capitano del suo paese.
È anche un membro della nazionale maschile di calcio a 5 di Tuvalu, con cui ha giocato in ognuno dei tornei continentali dell'Oceania ai quali le Tuvalu hanno partecipato, per un totale di dodici gare disputate tra il torneo oceaniano del 2008 e quello del 2010.

## Palmarès

### Club

#### Competizioni nazionali
- Independence Cup: 2

Tofaga: 2006, 2010
- NBT Cup: 4

Tofaga: 2006, 2007, 2008, 2011
- Christmas Cup: 1

Tofaga: 2010